# Fernando Díaz (entrenador)
Fernando Maximiliano Díaz Seguel (Santiago, 27 de diciembre de 1961) es un entrenador de fútbol y exfutbolista profesional chileno. Actualmente dirige a Deportes Iquique de la Primera División de Chile.

## Trayectoria

### Como jugador
Luego de estudiar Física en la Pontificia Universidad Católica,  decide dedicarse al fútbol. Como jugador, se inició en las divisiones menores de la Unión Española, donde ingresó el año 1976. Finalmente pasó a las divisiones menores de Universidad Católica, donde se formó desde 1977 a 1980, año en el que debutó como profesional. En esa etapa como arquero, integró los planteles de U. Católica campeón del torneo de 1984 y 1987. Además del elenco cruzado, estuvo en Colchagua (finalista primera B 1982), Curicó Unido, Deportes Iberia, Antofagasta y Deportes Ovalle, con varios regresos  a la UC, donde compartió el arco cruzado con Marco Cornez o con Patricio Toledo. Finalmente, sería la Universidad Católica el club de su retiro en 1992.

### Como entrenador
Tras años de preparación en diferentes cursos, se inició como entrenador en las divisiones menores de la Universidad Católica.
Siguió su carrera como ayudante técnico de Manuel Pellegrini en la Liga Deportiva Universitaria de Quito, donde obtuvieron el campeonato ecuatoriano de 1999, llegando a participar en dos torneos de Copa Libertadores de América. Además, estuvo a cargo de las formativas, participando en  el proceso de crecimiento del LDU. En 2000, tras la salida del Ingeniero primero, y de Edgar Ospina después, Díaz quedó a cargo del primer equipo, que terminó descendiendo el año 2000.
Tras una corta estadía en Puerto Montt en el torneo de 2001, en 2003 tuvo un exitoso paso por Universidad de Concepción, club que debutaba en Primera división. En el Torneo de Clausura de ese año llega hasta las semifinales, siendo eliminados por Colo-Colo, obteniendo el primer lugar en la tabla acumulada de la temporada 2003, por lo que clasifica a la Copa Libertadores 2004.
Al año siguiente logra el subcampeonato del Apertura 2004 con Cobreloa, cayendo en la final por definición a penales contra la Universidad de Chile, en el Estadio Municipal de Calama. Tras una regular campaña en el Clausura 2004, es despedido.
Tras esto fue contratado por Unión Española para dirigir por todo el 2005, en donde, luego de un comienzo vacilante, terminan primeros de su grupo en el Apertura 2005, clasificando a play off, en donde eliminan a la Universidad de Chile en cuartos de final y a Universidad Católica en semifinales. En la final, su equipo se enfrentó a Coquimbo Unido. En el partido de ida, el 3 de julio en el Estadio Santa Laura, el marcador fue de 1 a 0 a favor del local. El resultado del partido de vuelta, jugado el 9 de julio en el Estadio Francisco Sánchez Rumoroso, fue de 3 a 2 a favor de los Hispanos. Esto le permitió a Unión Española volver a ser campeón luego de 28 años y participar en la Copa Libertadores de América tras 12 años. Cinco meses después, decidieron no renovarle su contrato al no poder clasificar a los play-offs en el Torneo de Clausura.
En el inicio del 2006 dirige a Cobresal, solo por el campeonato de Apertura, ya que por enfermedad de su hija debe regresar a la capital. En 2007, dirigió a Deportes Antofagasta.
El 2008 asume la banca de Ñublense, terminando la fase regular como punteros del Apertura, por lo tanto, clasificando a la Copa Sudamericana por primera vez,  llegando a la semifinal del campeonato local, eliminados por Colo-Colo. Posterior a la participación internacional con el elenco ñublesino, se aleja de la banca chillaneja acabado el Apertura 2009.
En 2010, vuelve a dirigir en Ecuador,  asumiendo la banca de Universidad Católica, donde es despedido tras lograr una victoria en 13 partidos. El segundo semestre, dirige a Santiago Morning, salvando al cuadro microbusero del descenso a la Primera B. Tras una mala campaña al año siguiente con un plantel casi íntegramente armado por él, y con el equipo en puestos de descensos, renuncia a la banca de Santiago Morning tras ser eliminado de la Copa Chile por el conjunto de Magallanes, de la Primera B de Chile.
Tras descender con Universidad de Concepción en 2012, en 2013 asume otro desafío internacional, tras un breve paso por la Universidad Católica de Ecuador, esta vez en el popular Municipal de Guatemala. Este tradicional club se encontraba en la peor crisis de su historia, estando último en la tabla de posiciones del Clausura 2013, con solamente 2 puntos en la primera rueda y con serio riesgo de descenso. El Nano levantó al equipo, logrando sacarlo de zona de peligro, para realizar una profunda renovación, con 15 jugadores nuevos de cara al Apertura 2013, lo que le da resultados y nuevamente Municipal aparece en los lugares de avanzada, terminando primero junto a Comunicaciones, el archirrival de "los rojos". En la campaña resalta su invicto de local, registrando la mejor defensa del certamen y el equipo con menos derrotas en el torneo (4). También, luego de 7 partidos y 3 años, ganan el El Clásico Chapin a los cremas de Comunicaciones. Luego, en la liguilla, llegan a semifinales, perdiendo el partido de ida contra el Heredia por 0-3 y empatando a uno en la vuelta.
Tuvo pasos por San Marcos de Arica y luego regresa a Ñublense, descendiendo en 2015, y no logrando el regreso a la división de honor al año siguiente.
El 20 de julio de 2017, retorna a Unión Española, como gerente deportivo. En noviembre de 2018, asumió como entrenador, tras la salida del entrenador Martín Palermo, logrando terminar en la séptima posición del torneo. 
Al año siguiente, en Copa Sudamericana eliminan al Mushuc Ruma, pero termina eliminados en la siguiente fase por el Sporting Cristal peruano. En el campeonato nacional, tras terminar la primera rueda en tercer puesto, el equipo enriela una pésima racha, lo que unido a la eliminación de Copa Sudamericana, lleva a su despido y reemplazo por Ronald Fuentes.
El 2 de agosto de 2022 es anunciado como nuevo entrenador de Coquimbo Unido de la Primera División chilena. Tras llegar en la 20° fecha del torneo con el cuadro pirata último en la tabla, a fin de torneo logra la salvación del descenso, quedando finalmente en la 14° posición del Campeonato Planvital. La temporada siguiente terminó en la 5ta ubicación, logrando clasificar al cuadro filibustero a la Copa Sudamericana 2024, su segunda participación en dicha copa. En 2024, tuvo una excelente primera rueda, que lo llevo a pelear puestos de avanzada en el torneo; sin embargo, la segunda rueda bajó el nivel con una racha de 11 partidos sin ver la victoria y rumores de quiebre entre el técnico y su plantel, por lo que tras la eliminación en las semifinales de Copa Chile ante Universidad de Chile, es desvinculado del equipo. Sin embargo, Díaz culpó de su salida al dueño del club Sergio Morales, acusándolo de inventar rumores y de despedirlo para no renovarle el contrato por la temporada 2025.
El 16 de abril de 2025 es anunciado como el nuevo entrenador de Deportes Iquique de la Primera división.

## Clubes

### Como jugador
| Club                 | País  | Año       |
| -------------------- | ----- | --------- |
| Universidad Católica | Chile | 1978-1982 |
| Deportes Colchagua   | Chile | 1982      |
| Curicó Unido         | Chile | 1983      |
| Universidad Católica | Chile | 1984-1985 |
| Iberia               | Chile | 1985      |
| Universidad Católica | Chile | 1986      |
| Deportes Antofagasta | Chile | 1986      |
| Universidad Católica | Chile | 1987-1990 |
| Deportes Ovalle      | Chile | 1991      |
| Universidad Católica | Chile | 1992      |

### Como entrenador
| Club                      | País      | Año       | PJ  | PG  | PE  | PP  | Efectividad |
| ------------------------- | --------- | --------- | --- | --- | --- | --- | ----------- |
| LDU Quito                 | Ecuador   | 2000      | 7   | 2   | 2   | 3   | 38.09%      |
| Puerto Montt              | Chile     | 2001      | 9   | 1   | 2   | 6   | 18.52%      |
| Universidad de Concepción | Chile     | 2003      | 41  | 19  | 11  | 11  | 55.28%      |
| Cobreloa                  | Chile     | 2004      | 49  | 22  | 14  | 13  | 54.42%      |
| Unión Española            | Chile     | 2005      | 44  | 16  | 13  | 15  | 46.21%      |
| Cobresal                  | Chile     | 2006      | 18  | 6   | 4   | 8   | 40.74%      |
| Deportes Antofagasta      | Chile     | 2007      | 40  | 11  | 14  | 15  | 39.17%      |
| Ñublense                  | Chile     | 2008-2009 | 66  | 23  | 21  | 22  | 45.46%      |
| Universidad Católica      | Ecuador   | 2010      | 13  | 1   | 6   | 6   | 23.07%      |
| Santiago Morning          | Chile     | 2010-2011 | 45  | 16  | 11  | 18  | 43.71%      |
| Universidad de Concepción | Chile     | 2012      | 19  | 5   | 4   | 10  | 33.34%      |
| Municipal                 | Guatemala | 2013      | 41  | 20  | 11  | 10  | 57.72%      |
| San Marcos de Arica       | Chile     | 2014      | 19  | 6   | 5   | 8   | 40.35%      |
| Ñublense                  | Chile     | 2015-2016 | 48  | 14  | 11  | 23  | 36.81%      |
| Unión Española            | Chile     | 2018-2019 | 28  | 8   | 9   | 11  | 39.28%      |
| Coquimbo Unido            | Chile     | 2022-2024 | 87  | 34  | 22  | 31  | 47.51%      |
| Deportes Iquique          | Chile     | 2025-Act. | 19  | 4   | 5   | 10  | 29.82%      |
| Total                     | Total     | Total     | 593 | 208 | 165 | 220 | 44.35%      |

## Palmarés

### Como jugador

#### Campeonatos nacionales
| Título           | Equipo                    | País  | Año  |
| ---------------- | ------------------------- | ----- | ---- |
| Primera División | C.D. Universidad Católica | Chile | 1984 |
| Primera División | C.D. Universidad Católica | Chile | 1987 |

### Como entrenador

#### Campeonatos nacionales
| Título           | Equipo         | País  | Año    |
| ---------------- | -------------- | ----- | ------ |
| Primera División | Unión Española | Chile | 2005-A |